# Racotis
Racotis is een geslacht van vlinders in de familie spanners (Geometridae). De wetenschappelijke naam van het geslacht is voor het eerst geldig gepubliceerd in 1887 door Frederic Moore.
De typesoort van het geslacht is Hypochroma boarmiaria Guenée, 1857

## Soorten
- Racotis anaglyptica Guenée, 1857
- Racotis angulosa
- Racotis apodosima
- Racotis boarmiaria (Guenée, 1857)
- Racotis breijeri
- Racotis canui
- Racotis cedrici
- Racotis cogens
- Racotis deportata
- Racotis discistigmaria (Hampson, 1902)
- Racotis floresaria Sato, 2004
- Racotis fortijuxta Sato, 1995
- Racotis hollowayi Sato, 2004
- Racotis incauta
- Racotis incompletaria
- Racotis inconclusa Walker, 1860
- Racotis keralaria Sato, 2004
- Racotis luzonensis Sato, 1995
- Racotis maculata
- Racotis monognampta
- Racotis neonephria
- Racotis quadripunctata Guenée, 1857
- Racotis sordida
- Racotis squalida Butler, 1878
- Racotis submuscaria
- Racotis sulawesaria Sato, 2004
- Racotis zebrina